# Real Burgos CF
A Real Burgos, teljes nevén Real Burgos Club de Fútbol egy spanyol labdarúgócsapat. A klubot 1973-ban alapították, jelenleg szinte egyedülálló módon, bár hivatalosan meg nem szűnt, semmilyen bajnokságban nem versenyez.

## Statisztika
| Szezon     | Osztály | Poz. | Copa del Rey |
| ---------- | ------- | ---- | ------------ |
| 1983/84    | 3ª      | 1.   | Nem indult   |
| 1984/85    | 3ª      | 1.   | 3. selejtező |
| 1985/86    | 2ªB     | 2.   | Nyolcaddöntő |
| 1986/87    | 2ªB     | 4.   | 2. selejtező |
| 1987/88    | 2ª      | 13.  | 4. selejtező |
| 1988/89    | 2ª      | 14.  | Legjobb 32   |
| 1989/90    | 2ª      | 1.   | 1. selejtező |
| 1990/91    | 1ª      | 11.  | 4. selejtező |
| 1991/92    | 1ª      | 9.   | Nyolcaddöntő |
| 1992/93    | 1ª      | 20.  | 4. selejtező |
| 1993/94    | 2ª      | 19.  | 3. selejtező |
| Nem indult | —       | —    | Nem indult   |
| 1995/96    | 3ª      | 10.  | Nem indult   |

## Ismertebb játékosok
- Predrag Jurić
- Anel Karabeg
- Ivica Barbarić
- Dragoslav Čakić
- Limperger Zsolt
- Michel Boerebach
- Gavril Balint
- Magdaleno

## Ismertebb vezetőedzők
- Luis Astorga (1983-1985)
- José Antonio Irulegui (1985-1987)
- Sergije Krešić (1987-1989)
- José Antonio Naya (1989-1990)
- José Manuel Díaz Novoa (1990-1992)
- Theo Vonk (1992)
- Monchu (1992-1993)
- Miguel Sánchez (1993-1994)
- Luis Astorga (1994)
- Pere Bonell (1995)[1]
- Miguel Ángel Cabezón (1995-1996)[2]